# Woodmere (Nowy Jork)
Woodmere – jednostka osadnicza w Stanach Zjednoczonych, w stanie Nowy Jork, w hrabstwie Nassau.